# Piet Peters (kunstenaar)
Piet Peters (Tegelen, 9 mei 1889 – Heer, 14 juli 1950) was een Nederlands kunstschilder, keramist en beeldhouwer.

## Leven en werk
Hij volgde een studie tot kunstschilder aan de Koninklijke Academie voor Schone Kunsten van Antwerpen en de Académie royale des beaux-arts de Bruxelles. Behalve als kunstschilder was hij ook actief als beeldhouwer. Hij maakte beelden en grafmonumenten van sieraardewerk.
In 1942 richtte hij in een voormalige dakpannenfabriek aan de Industriestraat in Tegelen het sieraardewerkbedrijf Petri op. Hier werden naast religieuze beelden ook figuren als danseresjes, vissers en dierfiguren gemaakt. Petri produceerde tevens gebruiksgoederen als asbakken en vazen. In 1948 werd het bedrijf overgenomen door Frankton C.V.
In 1940 ontwierp Peters het Oorlogsmonument Tegelen, waarschijnlijk het eerste oorlogsmonument voor slachtoffers van de Tweede Wereldoorlog in Nederland. Hij maakte in opdracht van Vierlingsbeek een serie reliëfs van de barmhartige Samaritaan voor de gemeenten die tijdens de oorlog hulp hadden geboden.

## Foto's

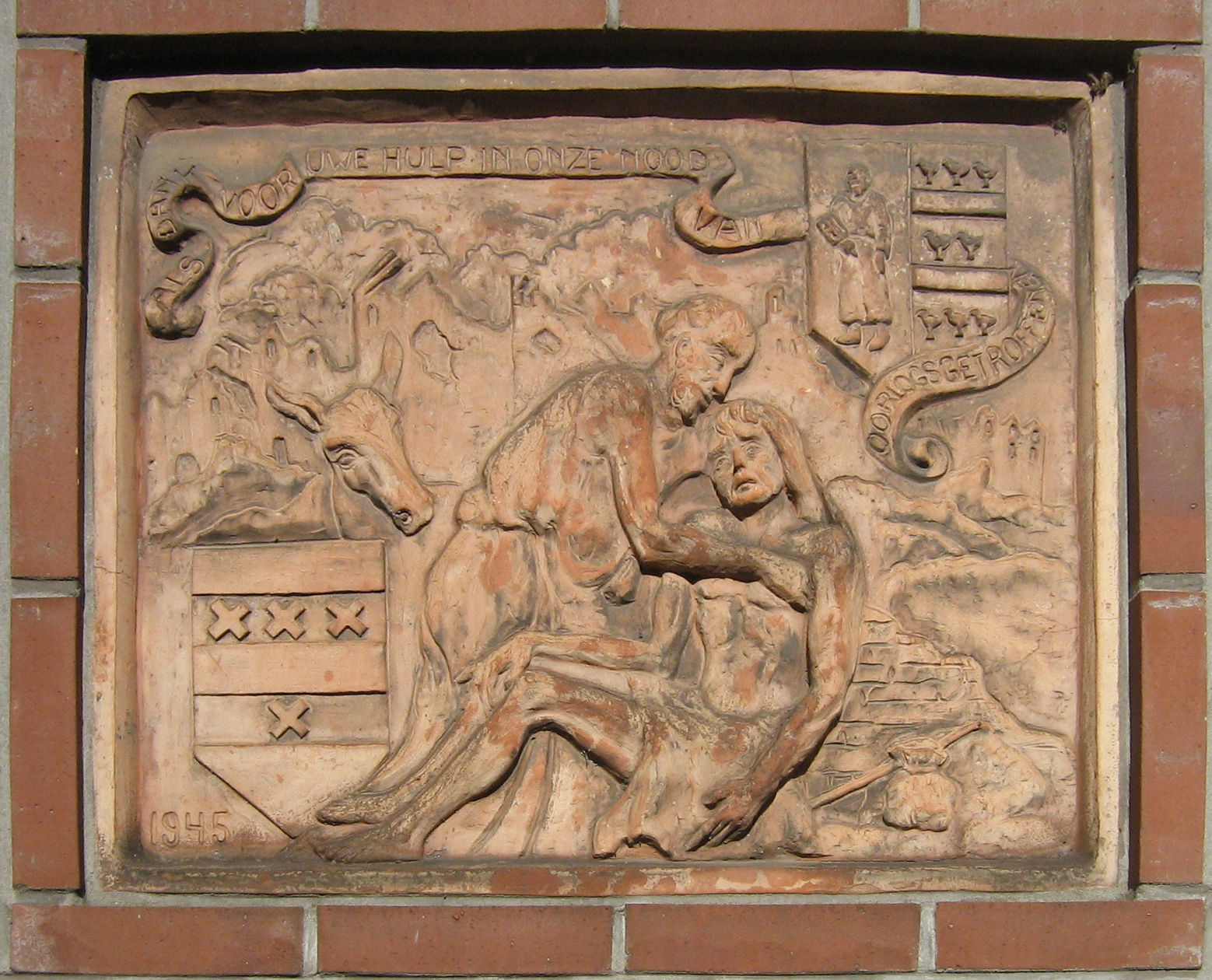
De barmhartige Samaritaan (Amstelveen)
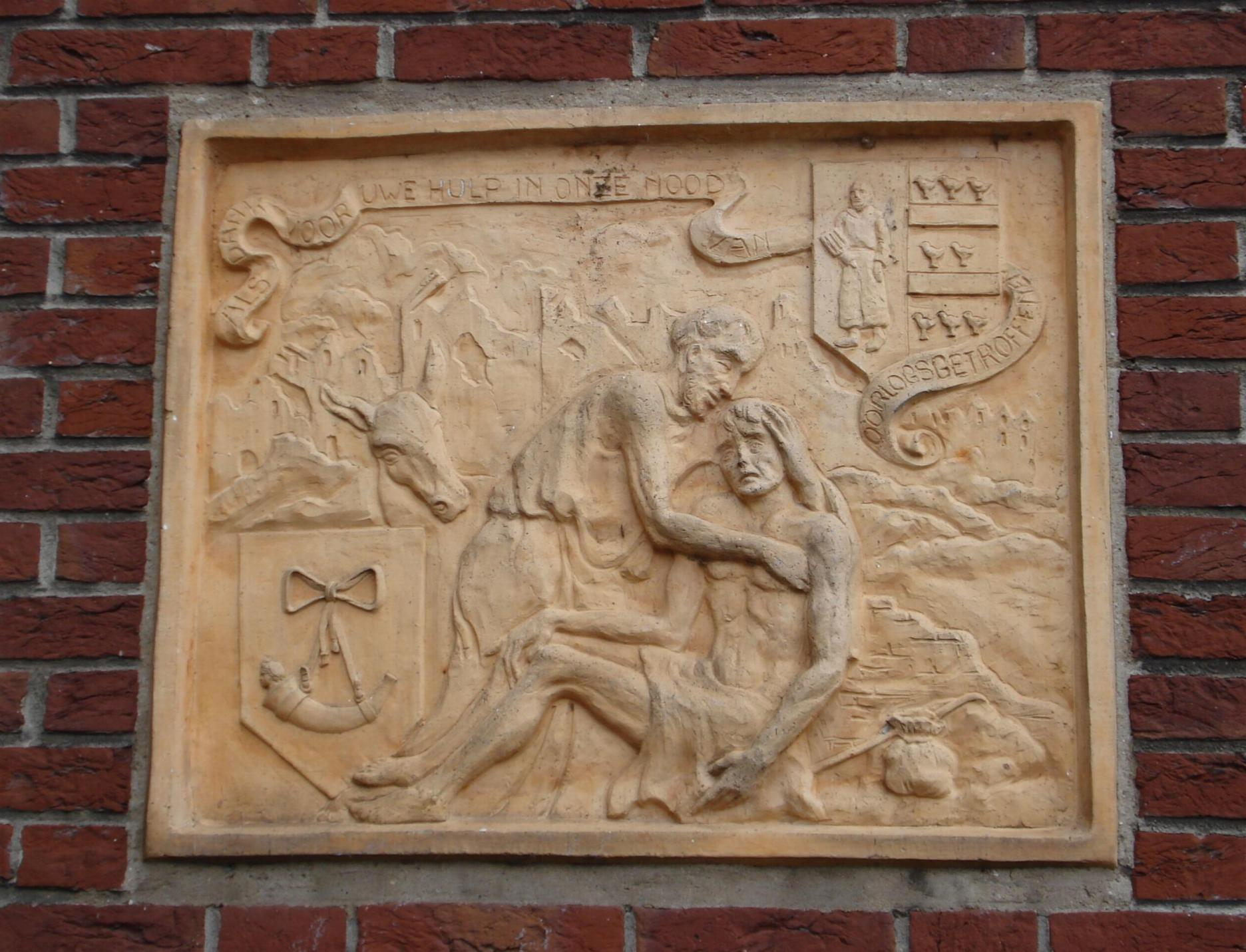
De barmhartige Samaritaan (Uithoorn)

- Biografisch Portaal: 56665280
- RKD-Nederlands Instituut voor Kunstgeschiedenis: 62905